# Plecia tetrascolata
Plecia tetrascolata är en tvåvingeart som beskrevs av Hardy 1968. Plecia tetrascolata ingår i släktet Plecia och familjen hårmyggor. Inga underarter finns listade i Catalogue of Life.